# Classic Stars
«Classic Stars» (яп. クラシック★スターズ, Kurashikku Sutāzu, Зірки★Класики) — японський музичний медіа-проєкт, що представляє «класичних музикантів історії», створений King Records, Unison та Broccoli, який розпочався у 2018 році. Аніме-телесеріал виробництва Platinum Vision вийшов у квітні 2025 року, а завершив показ у червні того ж року.

## Персонажі
Бетховен (яп. ベートーヴェン, Bētōvuen)
Сейю: Юма Учіда
Моцарт (яп. モーツァルト, Mōtsaruto)
Сейю: Кент Іто
Шопен (яп. ショパン, Shopan)
Сейю: Шун Абе
Ліст (яп. リスト, Risuto)
Сейю: Шьоя Ішіге
Загублений Бетховен (яп. ロスト・ベートーヴェン, Rosuto Bētōvuen)
Сейю: Таку Яшіро
Загублений Вівальді (яп. ロスト・ヴィヴァルディ, Rosuto Vuivuarudi)
Сейю: Такуя Сато
Загублений Шуман (яп. ロスト・シューマン, Rosuto Shūman)
Сейю: Аюму Мурасе
Ао Міхарагі (яп. 三原木逢生, Miharagi Ao)
Сейю: Дайсуке Намікава

## Аніме
Аніме-телесеріал був анонсований 1 липня 2024 року. Його виробництвом займається Platinum Vision, режисером є Хідеакі Оба, Шінго Нагаї відповідає за сценарій серіалу, Юкі Шідзуку розробляє дизайн персонажів на основі оригінальних дизайнів Томоко Йошіди з Unison, Норіясу Агемацу з Elements Garden є музичним продюсером, а Хітоші Фуджіма, Рьота Томару та Юске Такеда з Elements Garden пишуть музику на King Records. Прем'єра серіалу відбулася 6 квітня, а завершилась 29 червня 2025 року на Tokyo MX та інших мережах. Початковою музичною піснею є «Singularist» (яп. シンギュラリスト) у виконанні Юми Учіди, а завершальною піснею є «BEYOND★CLASSIC» у виконанні Gran★MyStar (гурту, що складається з Учіди, Кента Іто, Шун Абе та Шьої Ішіге). Crunchyroll здійснює стримінг серіалу.